# Amos Herring
Amos Herring, född cirka 1794, var en av tre chefer för verkställande kommittén i Liberia 26 oktober–4 november 1871, efter att president Edward James Roye hade störtats i en statskupp. De båda andra var läkaren Charles Benedict Dunbar, Sr. och generalen och köpmannen Reginald A. Sherman.
Herring hade 1847 varit med i Liberias Constitutional Convention som utropade Liberias självständighet och antog landets grundlag.